# نظم الكتابة في العالم
"نُظم الكتابة في العالم" (بالإنجليزية: The World's Writing Systems) هو كتاب مرجعي حول النُظم المستخدمة في الكتابة حول العالم حرره الباحثان بيتر تي دانيلز ووليام برايت. نُشر لأول مرة في جامعة أكسفورد عام 1996.
إن كتاب "نُظم الكتابة في العالم" يستكشف معظم نُظم الكتابة في العالم من العصور الأولى فصاعدًا بشكل ممنهج، ففيه أربعة وسبعون مقالة مُوقعة مُرتبة في ثلاثة عشر مجموعة مع تسع وسبعين مشارك (حيث أن بعض المقالات كان نجاحها مشتركًا بينما اعتمدت أخرى على تبادل الآراء وحسب).